# Стассен, Хендре
Хендре Стассен (англ. Hendré Stassen, родился 29 декабря 1997 года в Боксбурге) — южноафриканский регбист, выступающий на позиции лока.

## Биография
Выступал в прошлом за франшизу «Буллз», играя за команду «Буллз» в Супер Регби и за команду «Блю Буллз» в Кубке Карри и турнире «SuperSport Rugby Challenge». В 2018 году перешёл в клуб «Стад Франсе» французского Топ-14, сыграл в сезоне 2018/2019 18 матчей и набрал 15 очков.
19 мая 2019 года после матча против «Монпелье» Стассен провалил допинг-тест, анализы которого показали, что уровень тестостерона в организме игрока превышает допустимую норму, вследствие чего перед спортсменом зависла угроза дисквалификации сроком на 4 года. Помимо этого, против Стассена параллельно велось уголовное расследование по факту избиения дантиста Маркуса Ботеса рядом с ночным клубом в Претории в ночь с 14 на 15 июня того же года. 12 июля клуб временно отстранил игрока от выступлений, а спустя некоторое время результаты вскрытия допинг-пробы B показали тот же положительный результат.
Контракт со Стассеном был расторгнут в сентябре того же года, однако игрок начал судебную тяжбу, утверждая о своей невиновности и о том, что его кто-то мог подставить, поскольку результаты допинг-тестов за две недели до злополучного матча давали отрицательный результат.